# 聖阿古斯丁蘭金

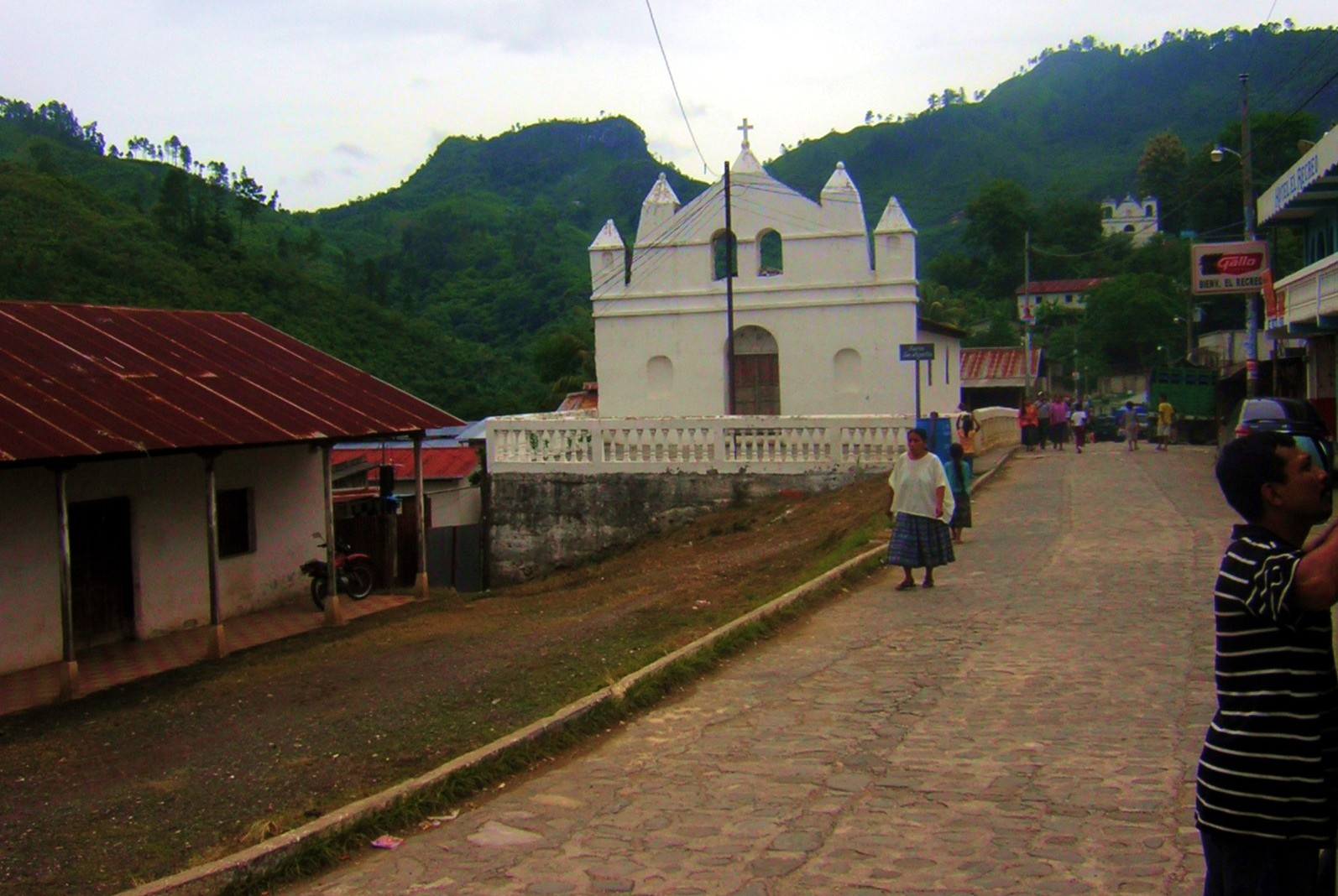

聖阿古斯丁蘭金（西班牙語：Lanquín），是危地馬拉的城鎮，位於該國北部，由上維拉帕斯省負責管轄，始建於1540年，面積208平方公里，海拔高度380米，2002年人口16,546，人口密度每平方公里79.55人。